# دنيا أخرى (مسلسل)
دنيا أخرى سلسلة هزلية تونسية من تأليف وإخراج إخراج سامي الفهري، كما ساهم نوفل الورتاني وبلال الميساوي في كتابة السيناريو. عُرضت السلسلة لأول مرة في شهر رمضان سنة 2016 على قناة الحوار التونسي، واستمرت بشكل متقطع لأربعة مواسم، آخرها في رمضان 2020.

## القصة
تسرد السلسلة يوميات شباب عاطل عن العمل في حي شعبي، مثل البرنس، وسمير سنكوح، وصبري المعروف باسم « صبري لاس فيغاس ».
يفوز البرنس باليانصيب في مسابقة البروموسبور لكرة القدم، بمبلغ مالي يفوق الملياريِْن. ولكنه يتعرض لحادث مرور أثناء ذهابه للبنك لتسلم المبلغ. قبل وفاته، يعطي البرنس ورقة الفوز لصبري ويطلب منه تسلم المبلغ والزواج من شقيقته لميس والاعتناء بوالدته مبروكة.
لم يلتزم صبري بالوصية، حيث تسلم المبلغ، وبدأ بصرفه في شراء المنازل والسيارات والسهر في الملاهي، كما فسخ خطوبته من لميس بعد أن تعرف على زهرة، موظفة البنك التي طمعت في المال. لم يقم صبري بالإفصاح عن مصدر ثروته الجديدة، حيث أخبر والدته منجية أنه أصبح يعمل في أمن الدولة.
أمام عدم احترام الوصية، يبدأ شبح البرنس بالظهور أمام صبري في كل مرة، لتبدأ معاناة هذا الأخير ولتدور العديد من المواقف الكوميدية والساخرة.

## الشخصيات
- كريم الغربي: «صبري لاس فيغاس» شاب فقير بحي شعبي، ثم صاحب ثروة
- بسام الحمراوي: «سمير سنكوح» شاب فقير بحي شعبي، صديق صبري
- الصادق حلواس: «البرنس» شاب فقير بحي شعبي، فائز في مسابقة اليانصيب
- نعيمة الجاني: «منجية» والدة صبري
- حنان الشقراني: «لميس» خطيبة صبري الأولى، شقيقة البرنس
- فيصل الحضيري: «مبروكة» والدة البرنس ولميس
- سامية الطرابلسي: «زهرة» موظفة بنك، خطيبة صبري الجديدة